# Мигдалева паста
Мигдалева паста - паста з подрібненого або перетертого насіння мигдалю, в яку може додаватися невелику кількість олії (як правило, оливкова або кокосова), що додає цій масі пластичність.
Мигдалева паста може використовуватися як замінник арахісової пасти, так як містить набагато менше насичених жирних кислот та не поступається за вмістом вітамінів і білків.
Вживається в чистому вигляді або намазується на хліб, використовується як заправка для салатів або як основа для десертів.